# Wykop.pl
wykop.pl – polski serwis internetowy z kategorii tzw. social news, istniejący od 28 grudnia 2005. W założeniu jest on odpowiednikiem amerykańskiego Reddita oraz digg.com. Ideą wykop.pl jest odnajdywanie interesujących informacji w Internecie i przedstawianie ich innym użytkownikom. Serwis założony został przez poznańską spółkę Wykop sp. z o.o., której właścicielem był holenderski fundusz inwestycyjny Garvest.

## Charakterystyka
Każdy z zarejestrowanych użytkowników może dodawać „znaleziska”, czyli informacje, które chce pokazać innym użytkownikom. Informacje mogą być publikowane zarówno w wersji pisanej, jak i audio oraz video.
Na każde „znalezisko” (informację) użytkownicy oddają dodatnie lub ujemne głosy (wykopy/zakopy). Znalezisko trafia najpierw do „wykopaliska”, skąd – po uzyskaniu odpowiedniej liczby głosów (wykopów) – trafia na główną stronę, gdzie prezentowane jest całej społeczności. Jeśli znalezisko nie zbierze wymaganej wartości liczonej z głosów dodatnich i ujemnych w przeciągu 24 godzin od jego dodania, nie może trafić na stronę główną w późniejszym czasie.
Konta użytkowników po rejestracji mają kolor zielony, który po 30 dniach zmienia się w pomarańczowy. Specjalnymi kolorami są: bordo dla 1000 użytkowników ze szczytu rankingu, niebieski dla kont sponsorowanych, czarny (lub w trybie nocnym biały) dla administracji i srebrny dla użytkowników zbanowanych i tych, którzy usunęli swoje konta.
Inną częścią serwisu jest mikroblog oparty na systemie hasztagów, które można subskrybować.

## Historia i właściciele
Serwis wykop.pl został stworzony w 2005 przez Piotra Chmolowskiego, wówczas ucznia szkoły średniej, wraz z grupą programistów „yume.pl”. Latem 2006 jedynym właścicielem portalu stał się prywatny inwestor Tomasz Drożdżyński. Holenderski Garvest, fundusz inwestycyjny typu private equity, zainwestował w serwis kwotę 600 tys. zł. Obecnie wykop.pl należy do poznańskiej spółki z ograniczoną odpowiedzialnością „Wykop”, wpisanej do rejestru przedsiębiorców 16 maja 2007 pod numerem 0000280651; członkami zarządu spółki są Michał Białek i Brecht Bakker.

## Akcje użytkowników
- W 2007 kilku użytkowników wykop.pl zainicjowało akcję „Schowaj babci dowód”, której celem miał być wpływ na wyniki w wyborach do Sejmu. Akcja cieszyła się dużą popularnością wskutek licznie przesyłanych SMS-ów i maili z tą treścią, z czego część doszła do parlamentarzystów z kilku partii[7].
- W styczniu 2012 użytkownicy wykop.pl byli inicjatorami protestów przeciwko wprowadzeniu umowy ACTA, polegającej na wyłączeniu stron internetowych na 24 godziny. Do akcji przyłączyło się wiele popularnych stron internetowych o charakterze informacyjnym i rozrywkowym. W późniejszych dniach doszło do demonstracji ulicznych w miastach całej Polski[8][9].
- 24 lutego 2014 odbyło się spotkanie byłego Prezydenta RP Lecha Wałęsy, w jego ówczesnym biurze w Zielonej Bramie w Gdańsku, z grupą internautów portalu wykop.pl[10][11][12][13][14][15].

## Kontrowersje
- W 2013 administratorka Elfik32 usunęła wpis na mikroblogu zamieszczony przez jednego z użytkowników, który przytoczył kompromitującą wypowiedź moderatorki. Wpis usunięto z pobudek osobistych, przez co doszło do naruszenia regulaminu. Niefortunne wypowiedzi zostały przypomniane przez użytkowników, którzy potem zostali zablokowani[16][17]. Wraz z kolejnymi blokadami inni użytkownicy przytaczali ponownie wypowiedzi oraz zamieszczali na portalu akty Elfik32 na tle zboża[16]. Wkrótce potem zamiast zamieszczania zdjęć Elfik32, dodawano znaleziska poświęcone zbożu. Część użytkowników usunęła konta i przeniosła się na konkurencyjne portale. Tzw. „aferę zbożową” wykorzystało przedsiębiorstwo produkujące piwo Ciechan, publikując zdjęcia dostawy słodu. Po oświadczeniu Michała Białka doszło do przeprosin Elfik32 za niesłuszne bany, a sprawa ucichła[16][17].
- W październiku 2016 odbyło się AMA z Jarosławem Sokołowskim. Wielu użytkowników wyraziło oburzenie, zarzucając administracji serwisu promowanie osoby związanej ze światem przestępczym. Mimo prób uspokojenia sytuacji przez administrację, część osób w ramach protestu usunęła konta, zaś inne dodawały duże ilości znalezisk poświęconych „Masie”, utrudniając korzystanie z serwisu[18].
- W grudniu 2018 ujawniono masowe rozpowszechnianie pornografii dziecięcej przez część użytkowników portalu[19].
- W sierpniu 2021 portal Spider’s Web ujawnił przejawy powszechnego trollingu na portalu, w tym kradzież i sprzedaż danych innych użytkowników, zastraszanie ich oraz groźby przemocy fizycznej, przy zupełnym braku moderacji ze strony właścicieli Wykopu. Po publikacji tekstu portal otrzymywał maile z pogróżkami[20].